# Jack Donohue
John Francis „Jack“ Donohue (* 3. November 1908 in Brooklyn, New York City, Vereinigte Staaten; † 27. März 1984 in Marina del Rey, Kalifornien, Vereinigte Staaten) war ein US-amerikanischer Showtänzer, Choreograph, Drehbuchautor, musikalischer Leiter, Fernsehproduzent sowie Bühnen-, Film- und Fernsehregisseur.

## Leben und Wirken
Donohue stand schon in ganz jungen Jahren auf der Bühne und wirkte etwa 1920 als Tänzer der Ziegfeld-Broadway-Show Ziegfeld Follies of 1920 am New Amsterdam Theatre mit. Es folgten weitere Tanzeinlagen für Ziegfeld-Aufführungen, in den frühen 1930er Jahren wirkte Donohue aber vor allem als Choreograph bei Showpräsentationen wie Fast and Furious (1931), A Little Racketeer (1932) und Shady Lady (1933). Er folgte daraufhin einem Ruf nach Hollywood, wo Donohue seit 1935 als Kleindarsteller in Filmen mitwirkte und Eleanor Powell sowie Shirley Temple für einige ihrer Produktionen bestimmte Tanzschritte wie den Stepptanz beibrachte. 1936 erhielt der versierte Tänzer eine Filmhauptrolle in England (in dem Tap Dance-Streifen Rhythm in the Air). Im selben Jahr wurde seine Stückvorlage Son o’ Guns (in Deutschland: Heiliges Kanonenrohr) mit Joe E. Brown verfilmt. Sporadisch gestaltete Jack Donohue auch Musikstücke für Filme (beispielsweise 1954 bei Ein neuer Stern am Himmel) und betätigte sich als Drehbuchautor.
Donohue kehrte auch später immer wieder an den Broadway zurück und sorgte für die Inszenierung der Musiknummern zu Musikrevuen und -komödien wie Seven Lively Arts (1944/1945), Are You With It? (1945/46), Top Banana (1951/52) und Of Thee I Sing (1952). Bei Mr. Wonderful (1956/57) und Rumple (1957) übernahm Jack Donohue die komplette Regie. Zu dieser Zeit hatte der gebürtige New Yorker längst auch sein Filmdebüt gegeben. Gleich sein Erstling Close-Up zeichnete sich durch eine Besonderheit aus: Er wurde 1948 ausschließlich in Donohues Heimatstadt gedreht. Es folgten 1950 zwei Hollywood-Standardlustspiele mit Red Skelton, ehe Donohue noch im selben Jahr auf Frank Sinatra traf. Dieser verpflichtete Donohue als den Regisseur seiner Fernsehreihe The Frank Sinatra Show (1950/51). Diese Kollaboration funktionierte derart gut, dass Mitte der 1960er Jahre Donohue auch zwei Kinofilme mit Sinatra in der Hauptrolle inszenieren durfte: die Komödie Dreimal nach Mexiko und der Schiffskaper-Thriller Überfall auf die Queen Mary.
Darüber hinaus drehte Donohue in seiner jahrzehntelangen Karriere auch mit Doris Day (Das blonde Glück) und mehrere Fernsehshows erneut mit Red Skelton. Donohues andere Inszenierungen für Film wie für das Fernsehen sind von untergeordneter Bedeutung. Sein Hauptbetätigungsfeld blieb die Fernseh-Personalityshow mit amerikanischen Showgrößen wie Dean Martin, Mickey Rooney, Sandy Duncan, Don Knotts, Paul Lynde und Lucille Ball. Mehrere dieser Shows (darunter ein Special mit Dick Van Dyke, das Donohue 1967 eine Nominierung für einen Primetime Emmy einbrachte) hatte Donohue auch produziert. 1980 kam es zu einer erneuten Zusammenarbeit mit „Ol’ Blue Eyes“, als er mit diesem das TV-Special Sinatra: The First 40 Years anfertigte. Noch im selben Jahr zog sich Jack Donohue 72-jährig aufs Altenteil zurück.

## Privates
Donohue war einige Jahre lang mit der zehn Jahre älteren und frühzeitig verstorbenen Tänzerin und Schauspielerin Marilyn Miller verheiratet. Von 1936 bis 1950 war die norwegische Sängerin und Schauspielerin Tutta Rolf (1907–1994) seine Ehefrau.

## Filmografie (Auswahl)
Als Regisseur bei Film und Fernsehen
- 1947: Ihre beiden Verehrer (It Happened in Brooklyn) (als Choreograph)
- 1948: Close-Up
- 1950: Der Unglücksrabe (The Yellow Cab Man)
- 1950: Brustbild, bitte! (Watch the Birdie)
- 1950–1951: The Frank Sinatra Show (Fernsehreihe, 30 Episoden)
- 1954: Das blonde Glück (Lucky Me)
- 1954: Red Skelton Revue (Fernsehreihe, acht Episoden)
- 1954–1955: The Red Skelton Show (Fernsehreihe, sechs Episoden)
- 1957–1958: The Frank Sinatra Show (Fernsehreihe, 19 Episoden)
- 1960: The Mickey Rooney Show (Fernsehspecial)
- 1961: Aufruhr im Spielzeugland (Babes in Toyland)
- 1961–1962: Margie (Fernsehreihe, vier Episoden)
- 1963: March of Dimes Presents: Once Upon a Dime
- 1964: Mr. and Mrs.
- 1965: Dreimal nach Mexiko (Marriage on the Rocks)
- 1966: Überfall auf die Queen Mary (Assault on a Queen)
- 1967: The Don Knotts Special
- 1962–1968: Hoppla Lucy! (The Lucy Show) (Fernsehreihe, 107 Episoden)
- 1968–1974: Here’s Lucy (Fernsehreihe, 35 Episoden)
- 1971–1975: Männerwirtschaft (The Odd Couple) (Fernsehserie, 14 Episoden)
- 1972–1973: Drei Mädchen und drei Jungen (The Brady Bunch) (Fernsehserie, drei Episoden)
- 1973: Love Thy Neighbor
- 1974: Lucille Ball: Fröhliche Silberhochzeit (Happy Anniversary and Goodbye)
- 1975: Lucille Ball: Lucy im Glück (Lucy Gets Lucky)
- 1974–1978: Die Zwei von der Tankstelle (Chico and the Man) (Fernsehserie, 69 Episoden)
- 1979: Wally Brown (Fernsehserie)
- 1980: Sinatra: The First 40 Years

Als Produzent beim Fernsehen
- 1950–1951: The Frank Sinatra Show
- 1954–1955: The Red Skelton Show
- 1957–1958: The George Gobel Show
- 1960: The May Sides of Mickey Rooney
- 1963: March of Dimes Presents: Once Upon a Dime
- 1967: Dick Van Dyke Special
- 1962–1968: Hoppla Lucy! (The Lucy Show)

Als Darsteller
- 1935: Our Little Girl
- 1936: Rhythm in the Air (auch Co-Drehbuch)
- 1936: O.H.M.S.
- 1937: Variety Hour
- 1938: Keep Smiling
- 1961: Aufruhr im Spielzeugland (Babes in Toyland)
- 1963: Hoppla Lucy! (zwei Folgen)
- 1968–1974: Here’s Lucy (drei Folgen)
- 1974: Win, Place or Steal
- 1975: Lucille Ball: Lucy im Glück (Lucy Gets Lucky)